# Amhrán na bhFiann
Amhrán na bhFiann (irische Aussprache [ˈəuɾaːn̪ n̪ə ˈvʲiːən̪]; englisch The Soldier’s Song) ist die Nationalhymne der Republik Irland. 
Sie wurde 1907 von Peadar Kearney, einem Onkel des Dramatikers Brendan Behan, auf Englisch geschrieben und 1926 ins Irische übersetzt. Die Melodie wurde von Peadar Kearney und Patrick Heeney komponiert, hat aber starke Einflüssen von Soldatenliedern, die die irischen oder irischstämmigen Freiwilligen in der Konföderierten Armee des Amerikanischen Bürgerkriegs gesungen hatten. Diese waren nach dem Scheitern der Rebellion 1865 manchmal in ihre Heimat zurückgekehrt und trugen dort mit zum irischen Widerstand gegen England bei.
Als Nationalhymne gilt nur der Refrain, nicht die Strophen des Liedes. Gewöhnlich wird die irischsprachige Version gesungen. Vorläufer von Amhrán na bhFiann war das Lied God Save Ireland, das 1867 von Timothy Daniel Sullivan im Gedenken an drei in England hingerichtete irische Freiheitskämpfer verfasst worden war. Es galt seit dem Osteraufstand des Jahres 1916 als inoffizielle Nationalhymne der Irischen Republik.
Amhrán na bhFiann ist die Nationalhymne der Republik Irland, nicht diejenige Nordirlands. Für gesamtirische Belange wird sie daher nicht verwendet. Für solche Fälle mussten andere Lösungen gefunden werden. So intoniert etwa die gesamtirische Rugby-Union-Nationalmannschaft anstelle des Amhrán na bhFiann vor einem Spiel in der Regel das Lied Ireland’s Call.

## Text
Die deutsche Übersetzung basiert auf der englischen Fassung. Der irische Text ist eine freie Übersetzung des englischen Originals. Die erste Zeile des Refrains Sinne Fianna Fáil, ist wörtlich eher mit „Wir sind die Fianna (Kriegergruppe) des Steins von Fál“ (Name eines mythischen Krönungssteins, dann in Metonymie gleichgesetzt mit „Irland“ aber auch mit „Schicksal“) zu übersetzen. 
Der Name Fianna Fáil war neben Óglaigh na hÉireann eine Selbstbezeichnung der Irish Volunteers, die Abkürzung FF ist weiterhin Bestandteil des Emblems der irischen Streitkräfte. Die Partei Fianna Fáil übernahm diese Bezeichnung 1926 als Parteiname. Die Übersetzung des Liedes ins Irische ist aber einige Jahre älter und nimmt nicht auf die Partei Bezug. 
| Amhrán na bhFiann Seo dhibh a chairde duan Óglaigh, Cathréimeach briomhar ceolmhar, Ár dtinte cnámh go buacach táid, ’S an spéir go min réaltogach Is fonnmhar faobhrach sinn chun gleo ’S go tiúnmhar glé roimh thíocht don ló Fé chiúnas chaomh na hoiche ar seol: Seo libh canaídh Amhrán na bhFiann. Refrain: Sinne Fianna Fáil Atá faoi gheall ag Éirinn, Buíon dár slua Thar toinn do ráinig chugainn, Faoi mhóid bheith saor. Seantír ár sinsir feasta Ní fhagfar faoin tíorán ná faoin tráil Anocht a théam sa bhearna bhaoil, Le gean ar Ghaeil chun báis nó saoil Le gunna scréach faoi lámhach na bpiléar Seo libh canaídh Amhrán na bhFiann. Cois bánta réidhe, ar árdaibh sléibhe, Ba bhuachach ár sinsir romhainn, Ag lámhach go tréan fén sár-bhrat séin Tá thuas sa ghaoith go seolta Ba dhúchas riamh dár gcine cháidh Gan iompáil siar ó imirt áir, ’S ag siúl mar iad i gcoinne námhad Seo libh, canaídh Amhrán na bhFiann. Refrain A bhuíon nách fann d’fhuil Ghaeil is Gall, Sin breacadh lae na saoirse, Ta scéimhle ’s scanradh i gcroíthe namhad, Roimh ranna laochra ár dtire. Ár dtinte is tréith gan spréach anois, Sin luisne ghlé san spéir anoir, ’S an bíobha i raon na bpiléar agaibh: Seo libh, canaídh Amhrán na bhFiann. Refrain | The Soldier’s Song We’ll sing a song, a soldier’s song, With cheering rousing chorus, As round our blazing fires we throng, The starry heavens o’er us; Impatient for the coming fight, And as we wait the morning’s light, Here in the silence of the night, We’ll chant a soldier’s song. Chorus: Soldiers are we whose lives are pledged to Ireland; Some have come from a land beyond the wave. Sworn to be free, No more our ancient sire land Shall shelter the despot or the slave. Tonight we man the gap of danger In Erin’s cause, come woe or weal ’Mid cannons’ roar and rifles peal, We’ll chant a soldier’s song. In valley green, on towering crag, Our fathers fought before us, And conquered ’neath the same old flag That’s proudly floating o’er us. We’re children of a fighting race, That never yet has known disgrace, And as we march, the foe to face, We’ll chant a soldier’s song. Chorus Sons of the Gael! Men of the Pale! The long watched day is breaking; The serried ranks of Inisfail Shall set the Tyrant quaking. Our camp fires now are burning low; See in the east a silv’ry glow, Out yonder waits the Saxon foe, So chant a soldier’s song. Chorus | Deutsche Übersetzung Wir singen ein Lied, ein Soldatenlied In jubelndem, feurigem Chor Während wir uns um die lodernden Feuer scharen, Den sternenklaren Himmel über uns; Ungeduldig harrend des kommenden Kampfs, Und während wir das Morgenlicht erwarten, Werden wir hier in der Stille der Nacht Ein Soldatenlied singen. Refrain: Wir sind Soldaten Deren Leben Irland geweiht ist; Einige sind aus einem Land Jenseits der See gekommen. Der Freiheit verschworen, Soll unser altes Vaterland nie wieder Despoten oder Sklaven beherbergen. Heute Nacht besetzen wir die Schlucht der Gefahr Für Erin, komme was da wolle, Inmitten Kanonendonner und Flintenschüssen Werden wir ein Soldatenlied singen. Im Talesgrün, auf hochragendem Gipfel, Kämpften vor uns unsere Väter, Und siegten unter derselben alten Flagge, die stolz über uns weht. Wir sind Kinder einer kämpfenden Rasse, Die bisher noch nie Schande gekannt hat, Und während wir vorrücken, Auge in Auge mit dem Feind, Werden wir ein Soldatenlied singen. Refrain Söhne der Gälen! Männer des Pale! Der langerwartete Tag bricht heran; Die dichten Reihen von Inisfail Sollen den Tyrannen das Fürchten lehren. Unsere Lagerfeuer brennen nun herunter; Seht den Silberstreif im Osten, Da draußen wartet der angelsächsische Feind, So singt denn ein Soldatenlied. Refrain |